# Червоткін Олексій Олександрович
Олексій Олександрович Червоткін (рос. Алексей Александрович Червоткин) — російський лижник, олімпійський медаліст, призер чемпіонату світу.
На Пхьончханській олімпіаді 2018 року Червоткін здобув  срібну медаль в естафеті 4х10 км.
Червоткін входив також до складу збірної, що виграла срібні медалі в естафеті на чемпіонатах світу 2017 та 2021 років.

## Олімпійські ігри
- 2 медалі – (1 золото, 1 срібло)

| Рік  | Місто                     | Вік | 15 км | Скіатлон | 50 км | Спринт | Естафета | Командний спринт |
| ---- | ------------------------- | --- | ----- | -------- | ----- | ------ | -------- | ---------------- |
| 2018 | Пхьончхан, Південна Корея | 22  | —     | —        | 12    | —      | Срібло   | —                |
| 2022 | Пекін, Китай              | 26  | 5     | 36       | -     | -      | Золото   | -                |

## Виступи на чемпіонатах світу
- 7 медалей – (6 золотих, 0 срібних, 1 бронза)

| Рік  | Місто                 | Вік | 15 км | Скіатлон 15 км | 50 км мас-старт | Спринт | Естафета 4 × 5 км | Команднй спринт |
| ---- | --------------------- | --- | ----- | -------------- | --------------- | ------ | ----------------- | --------------- |
| 2017 | Лахті, Фінляндія      | 21  | —     | —              | 13              | —      | Срібло            | —               |
| 2021 | Оберстдорф, Німеччина | 25  | —     | 18             | 14              | —      | Срібло            | —               |

## Зовнішні посилання
- Досьє на сайті FIS [Архівовано 4 січня 2017 у Wayback Machine.]

## Виноски
1. 1 2  Olympedia — 2006.
2. ↑  Men's 4 × 10 kilometre relay results (PDF). Архів оригіналу (PDF) за 28 червня 2021. Процитовано 14 квітня 2018.